# NS-93
 (mai 2018).
Si vous disposez d'ouvrages ou d'articles de référence ou si vous connaissez des sites web de qualité traitant du thème abordé ici, merci de compléter l'article en donnant les références utiles à sa vérifiabilité et en les liant à la section « Notes et références ».
Le NS-93 (Neumatico Santiago 1993) est le troisième modèle de métro sur pneumatiques du métro de Santiago dessiné et construit par Alstom en France. 
Au total, 34 trains (13 formés de six voitures, 11 de sept voitures et 10 de huit voitures) circulent sur les lignes 1 et 5 du métro de Santiago. Le NS-93 est basé sur le modèle MP 89 du métro de Paris. Ils ont été construits pour circuler à l'origine sur la ligne 5, mais ils ont tous été déplacés dans leurs premières années de fonctionnement vers la ligne 1. Un an avant leurs débuts officiels sur la ligne 5, ces trains ont fonctionné sur la ligne 2 jusqu'en 1997.

## Caractéristiques extérieures
Les NS-93 sont des rames extrêmement similaires aux MP 89 du métro parisien. Cependant, la largeur de ces rames est plus élevée que celle des MP 89 (2,60 m contre 2,40 m pour ceux de la RATP). Ils portent une livrée à base de bleu clair.

## Données techniques
- Écartement du bogie : 1 435 mm
- Tension du 3ème rail : 750 VCC
- Système de traction : moteurs triphasés asynchrones actionnés par thyristors GTO (un moteur par bogie, un inverseur par voiture)
- Accélération : 1,25 m/s2
- Vitesse maximale : 100 km/h
- Vitesse autorisée : 80 km/h
- Puissance des moteurs : 2 400 kW
- Système de ventilation : renouvellement d'air et ventilation forcée, air conditionné (uniquement sur la ligne 1, depuis janvier 2015)
- Fabricant : GEC-Alsthom
- Provenance : France
- Années de construction : de 1996 (N2051) à 2003 (N2084)
- Motrices : S0101 à S0168 (pour ce modèle de train, les voitures avec cabine conducteur S sont des remorques)
- Intérieurs : sièges sans rembourrage couleur orange et finitions intérieures blanc crème
- Peinture de la carrosserie : bleu céleste en 2 tons
- Monocoup : cloche électrique
- Systèmes de sécurité : conduite assistée par système SACEM ou CBTC selon la ligne ; veille automatique ; freins d'urgence disposés dans chaque voiture
- Longueur des voitures S : 15,38 m
- Longueur des voitures N, R et NP : 14,88 m.
- Disposition des roues (UIC) : B'B' (voitures N et NP), 2'2' (voitures S et R)

Les trains ont trois formations possibles. Elles sont composées chacune de voitures remorque avec une cabine de conducteur (notée S), de voitures moteur (N), de voitures moteur équipées de pilotage automatique (NP) et de voitures remorque (R) :
- 6 voitures : S-N-NP-N-N-S (90,28 m)
- 7 voitures : S-N-NP-N-R-N-S (105,16 m)
- 8 voitures : S-N-N-NP-N-R-N-S (120,04 m)

## Matériel roulant
| Nombre | Composition                                                     |
| ------ | --------------------------------------------------------------- |
| 2051   | S1.0101-N1.1051-N2.2051-N3.3051-N5.5051-S2.0102                 |
| 2052   | S1.0103-N1.1052-N2.2052-N3.3052-N5.5052-S2.0104                 |
| 2053   | S1.0105-N1.1053-N2.2053-N3.3053-N5.5053-S2.0106                 |
| 2054   | S1.0107-N1.1054-N2.2054-N3.3054-N5.5054-S2.0108                 |
| 2055   | S1.0109-N1.1055-N2.2055-N3.3055-N5.5055-S2.0110                 |
| 2056   | S1.0111-N1.1056-N2.2056-N3.3056-N5.5056-S2.0112                 |
| 2057   | S1.0113-N1.1057-N2.2057-N3.3057-N5.5057-S2.0114                 |
| 2058   | S1.0115-N1.1058-N2.2058-N3.3058-N5.5058-S2.0116                 |
| 2059   | S1.0117-N1.1059-N2.2059-N3.3059-N5.5059-S2.0118                 |
| 2060   | S1.0119-N1.1060-N2.2060-N3.3060-N5.5060-S2.0120                 |
| 2061   | S1.0121-N1.1061-N2.2061-N3.3061-R4.4061-N5.5061-S2.0122         |
| 2062   | S1.0123-N1.1062-N2.2062-N3.3062-N5.5062-S2.0124                 |
| 2063   | S1.0125-N1.1063-N2.2063-N3.3063-R4.4063-N5.5063-S2.0126         |
| 2064   | S1.0127-N1.1069-N1.1064-N2.2064-N3.3064-R4.4064-N5.5064-S2.0128 |
| 2065   | S1.0129-N1.1065-N2.2069-N2.2065-N3.3065-R4.4065-N5.5065-S2.0130 |
| 2066   | S1.0131-N1.1066-N2.2066-N3.3066-R4.4069-N5.5066-S2.0132         |
| 2067   | S1.0133-N5.5069-N1.1067-N2.2067-N3.3067-R4.4067-N5.5067-S2.0134 |
| 2068   | S1.0135-N3.3069-N1.1068-N2.2068-N3.3068-R4.4068-N5.5068-S2.0136 |
| 2069   | DADO DE BAJA                                                    |
| 2070   | S1.0139-N1.1073-N1.1070-N2.2070-N3.3070-R4.4070-N5.5070-S2.0140 |
| 2071   | S1.0141-N1.1071-N2.2073-N2.2071-N3.3071-R4.4071-N5.5071-S2.0142 |
| 2072   | S1.0143-N5.5073-N1.1072-N2.2072-N3.3072-R4.4072-N5.5072-S2.0144 |
| 2073   | DADO DE BAJA                                                    |
| 2074   | S1.0147-N1.1074-N3.3073-N2.2074-N3.3074-R4.4074-N5.5074-S2.0148 |
| 2075   | S1.0149-N6.6075-N1.1075-N2.2075-N3.3075-R4.4075-N5.5075-S2.0150 |
| 2076   | S1.0151-N6.6076-N1.1076-N2.2076-N3.3076-R4.4076-N5.5076-S2.0152 |
| 2077   | S1.0153-N6.6077-N1.1077-N2.2077-N3.3077-R4.4077-N5.5077-S2.0154 |
| 2078   | S1.0155-N6.6078-N1.1078-N2.2078-N3.3078-R4.4078-N5.5078-S2.0156 |
| 2079   | S1.0157-N6.6079-N1.1079-N2.2079-N3.3079-R4.4079-N5.5079-S2.0158 |
| 2080   | S1.0159-N6.6080-N1.1080-N2.2080-N3.3080-R4.4080-N5.5080-S2.0160 |
| 2081   | S1.0161-N6.6081-N1.1081-N2.2081-N3.3081-R4.4081-N5.5081-S2.0162 |
| 2082   | S1.0163-N6.6082-N1.1082-N2.2082-N3.3082-R4.4082-N5.5082-S2.0164 |
| 2083   | S1.0165-N6.6083-N1.1083-N2.2083-N3.3083-R4.4083-N5.5083-S2.0166 |
| 2084   | S1.0167-N6.6084-N1.1084-N2.2084-N3.3084-R4.4084-N5.5084-S2.0168 |